# Пантели, Стилианос
Стилианос Пантели (греч. Στυλιανός Παντελή; 7 августа 1999, Лимасол, Кипр) — кипрский футболист, полузащитник клуба АЕЛ (Лимасол) и молодёжной сборной Кипра.

## Карьера
Воспитанник клуба АЕЛ (Лимасол). На профессиональном уровне дебютировал 24 апреля 2016 года в матче чемпионата Кипра против Доксы, в котором вышел на замену на 57-й минуте. В сезон 2017/18 выступал на правах аренды за клуб «Олимпиакос» (Никосия), за который сыграл 19 матчей и забил 1 гол. После возвращения из аренды, не сыграл за АЕЛ ни одного матча и лишь однажды попал в заявку на матч чемпионата. В январе 2019 года был отдан в аренду на полгода в латвийский клуб «Елгава». В его составе провёл 5 матчей в чемпионате Латвии.